# Джонс, Генри Артур
Генри Артур Джонс (англ. Henry Arthur Jones; 1851—1929) — английский драматург.

## Биография
Генри Артур Джонс родился 20 сентября 1851 года в Эйлсбери-Вейл в семье мелкого фермера. Уже с тринадцати лет он вынужден был пробиваться в жизни сам; некоторое время работал коммивояжёром.
Лишь в 1879 году ему удалось поставить пьесу: «А clerical error» на одной из больших сцен столицы. Скоро появились его: «His wife» и «A bed of roses», затем мелодрамы «The silver king» и «Hoodman Blind». 
Затем Джонс задумал поставить на сцене ряд драм, в которых изображалась бы современная английская жизнь во всех ее проявлениях. Первая из этих пьес, «Saints and Sinners», смело вступила в борьбу с ханжеством. В следующей, «Middleman», Джонс обращается к борьбе капитала с трудом и особенно бичует эксплуатацию изобретателей предпринимателями. «Judah» затрагивает спиритизм; в «The dancing girl» противопоставляются пуританские взгляды на жизнь циничным историям из жизни высшего круга. Его следующая драма «The crusaders» выводит на сцену разных филантропов-утопистов. В предисловии к изданию «Saints and Sinners: modern English middle-class life» (1891 год) Джонс горячо защищает необходимость ясного освещения религиозных вопросов и возмущается «игрой в прятки» с нравственностью.
Генри Артур Джонс умер 7 января 1929 года в городе Хампстеде.